# Бранкова награда Матице српске
Бранкова награда Матице српске је установљења на седници Управног одбора Матице српске 17. октобра 1948. поводом стогодишњице смрти песника Бранка Радичевића.
Награда се додељује студентима филозофких и филолошких факултета у Србији за најбоље семинарске и дипломске радове с темама из српске и компаративне књижевности.